# Jean Conan Doyle
Dame Jean Lena Anette "Billy" Conan Doyle (a.k.a Lady Bromet) (21. prosinca 1912. – 18. studenog 1997.) je kćer A. C. Doylea. 
Trideset godina radila je u RAF-u u Drugom svjetskom ratu dok nije otišla u mirovinu. Vjenčanjem sa Sir Geoffreyem Brometom postala je Lady Bromet. Cijeli život je imala autorsko pravo na Sherlock Holmesa. Branila je njegov lik. Za vrijeme 1980-ih branila ga je kad su njega, Watsona i Moriartya koristili u seriji Star Trek: The Next Generation bez dozvole. 